# Anisarthron
Anisarthron is een kevergeslacht uit de familie van de boktorren (Cerambycidae). De wetenschappelijke naam van het geslacht werd voor het eerst geldig gepubliceerd in 1835 door Dejean.

## Soorten
Anisarthron omvat de volgende soorten:
- Anisarthron barbipes (Schrank, 1781)
- Anisarthron cyrus (Villiers, 1971)